# Sąd wojenny
Sąd wojenny, także sąd polowy – sąd wojskowy działający w trybie doraźnym, powołany do sądzenia podczas działań wojennych lub w okresie obowiązywania stanu wyjątkowego.